# Knollwood (Teksas)
Knollwood je grad u američkoj saveznoj državi Teksas. Prema popisu stanovništva iz 2010. u njemu je živjelo 226 stanovnika.